# Delia setiventris
Delia setiventris är en tvåvingeart som först beskrevs av Stein 1898.  Delia setiventris ingår i släktet Delia och familjen blomsterflugor. Inga underarter finns listade i Catalogue of Life.